# Адам Ледуховський
Адам Ледуховський (1685—1754) — державний та військовий діяч, урядник Речі Посполитої.

## Життєпис
Походив з Ледуховських гербу Шалава — польського шляхетського роду українського походження. Молодший син Францішека Ледуховського, підкоморія кременецького, та Олени Семашківни. Здобув гарну освіту, навчався, ймовірно, у Краківській академії. У 1703 році стає командиром панцирної хоругви. У 1705 році втратив батька. Невдовзі розділив батьківські володіння з братами Стефаном і Міхалом. Одружився з Марією з роду Вежбовських.
У 1720 році призначається володимирським старостою (до 1746 року). У 1722 та 1744 роках обирається послом до Волинського сеймику. У 1746 році стає волинським каштеляном. Обіймав посаду до самої смерті в 1754 році.

## Родина
Дружина — Марія Вежбовська. Діти:
- Анна
- Франциск (1728—1783), волинський каштелян